# Tikal (jeu)
Pour les articles homonymes, voir Tikal (homonymie).
Tikal est un jeu de société créé par Wolfgang Kramer et Michael Kiesling en 1999 et édité par Ravensburger. Il a été réédité en langue française par Abacus en 2005 et par Super Meeple en 2016. C'est le premier jeu de la série dite « du masque », comprenant Java (2000) et Mexica (2002). Cette « trilogie », fameuse dans le monde du jeu moderne, est basée sur un même principe, inspiré du jeu Torres (1999) des mêmes auteurs : des points d'actions limités à gérer à chaque tour, du placement tactique et des luttes de majorité.

## Principe général
Les joueurs incarnent des explorateurs qui mettent au jour des trésors dans des pyramides mayas perdues dans la jungle du Guatemala, aux alentours du site archéologique de Tikal.

## Règle du jeu

### But du jeu
Les joueurs doivent posséder les plus beaux trésors et être majoritaire sur les chantiers de déblaiement des temples.

### Matériel
Un plateau de jeu découpé en hexagones représentant la jungle inexplorée,
Des tuiles hexagonales "terrain" classées de A à G,
Des étages de temples numérotés de 2 à 10,
Des jetons "trésor".

Pour chaque joueur :
Un pion "Chef d'expédition" et des pions "Explorateurs",
Deux pions "Campement",
Un pion marqueur de points,
Une aide de jeu
Une tuile "amulette" (pour la règle avancée).

### Mise en place
Le plateau de jeu est placé au centre de la table.
Les tuiles hexagonales sont mélangées par lettre et placées face cachées de façon qu'ils soit pris de la lettre A en début de partie, à la lettre G en fin de partie.
Les jetons "trésor" sont mélangés et placés faces cachées en deux piles à côté du plateau de jeu.
Les étages de temples sont classés en ordre croissant sur un bord du plateau de jeu.
Chaque joueur dispose d'une aide de jeu concernant le coût en "points d'action" de toutes les actions de jeu réalisables. Il récupère ses pions et place son marque de points sur la case 0 se trouvant sur le plateau de jeu.

## Récompense
- Spiel des Jahres  1999
- Deutscher Spiele Preis  1999
- International Gamers Awards multi-joueurs 2000